# Paleoclimatología
La paleoclimatología estudia las características climáticas de la Tierra a lo largo de su historia y se puede incluir como una parte de la paleogeografía. Estudia las grandes variaciones climáticas, sus causas, y da una descripción lo más precisa posible de las características del clima que nos sirve para un momento determinado de la historia de la Tierra. La variación a escala geológica de los factores que determinan el clima actual, como la energía de la radiación solar, situación astronómica y radiación cósmica, relieve y distribución de continentes y océanos, y la composición y dinámica de la atmósfera, constituyen los factores más utilizados en la deducción y explicación de los paleoclimas.
Los estudios del clima pasado (paleoclima) se realizan estudiando los registros fósiles, las acumulaciones de sedimentos en los lechos marinos, las burbujas de aire capturadas en los glaciares, las marcas erosivas en las rocas y las marcas de crecimiento de los árboles. Con base en todos estos datos se ha podido confeccionar una historia climática reciente relativamente precisa, y una historia climática prehistórica con no tan buena precisión. A medida que se retrocede en el tiempo los datos se reducen y llegado un punto la climatología se sirve solo de modelos de predicción futura y pasada.

## Fuentes de información

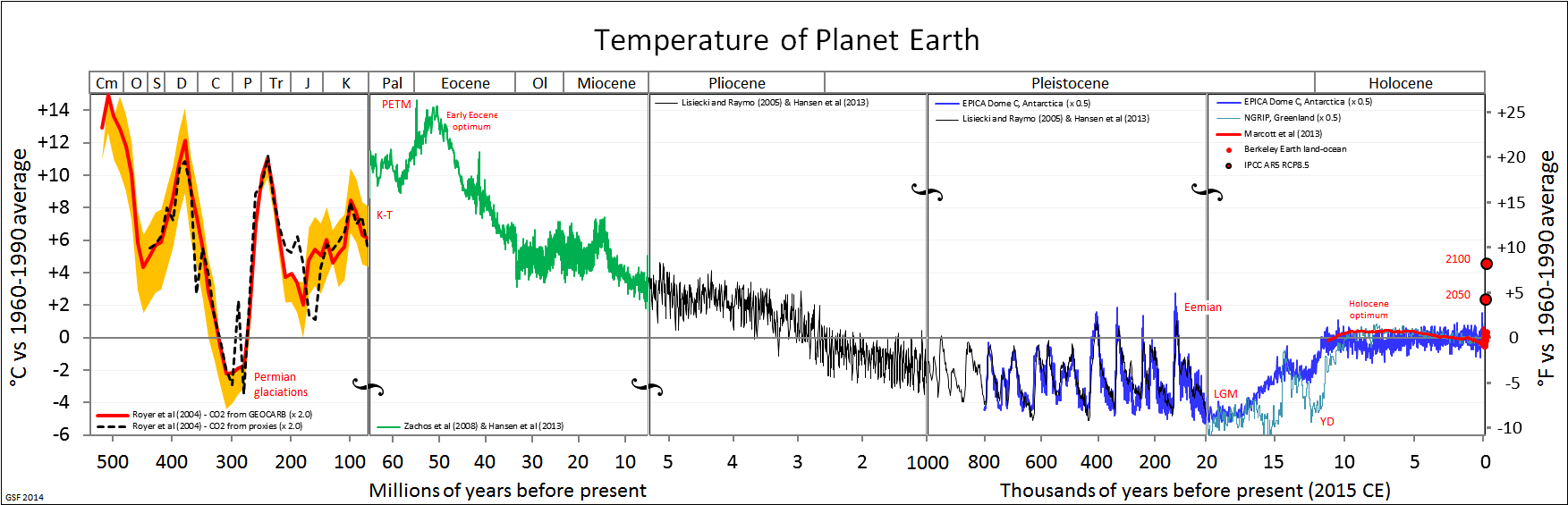

### Indicadores climáticos

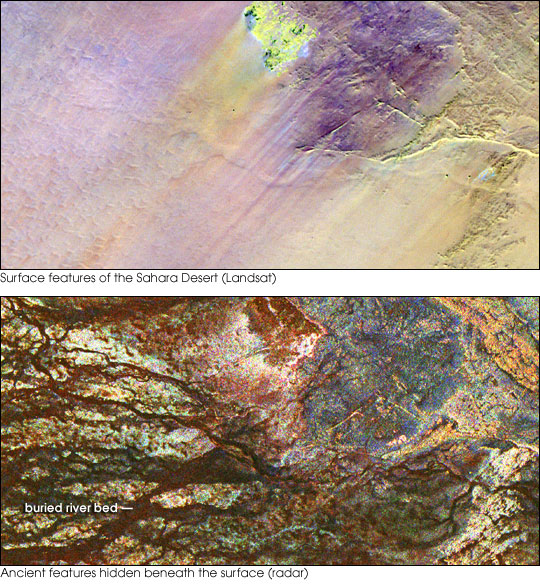
Imagen por satélite de un área de desierto (arriba) e imagen del radar (abajo). En el radar se aprecian numerosos cauces de agua que existieron antes que el Sahara se convirtiera en desierto. Este tipo de pruebas revelan que el desierto del Sahara no ha sido tal siempre y que el clima de La Tierra es muy variable.

## Ciclos climáticos

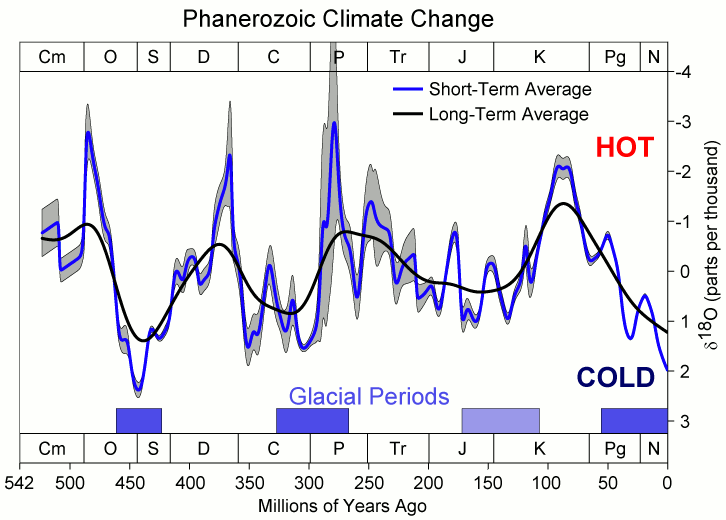
500 millones de años de cambio climático.